# 郭預衡
郭預衡（1920年11月—2010年8月4日），河北玉田縣人，中國著名古代文學史家，北京師範大學教授。尤以研究中國古代散文著稱。1935年畢業於北平輔仁大學中文系，師從余嘉錫、陳垣。著有《中國散文史》（三卷本）《郭預衡自選集》等。主編《中國古代文學史》。
郭預衡是1977年高考作文題“我在這戰鬥的一年裡”的命題者。